# City Hall (Londres)

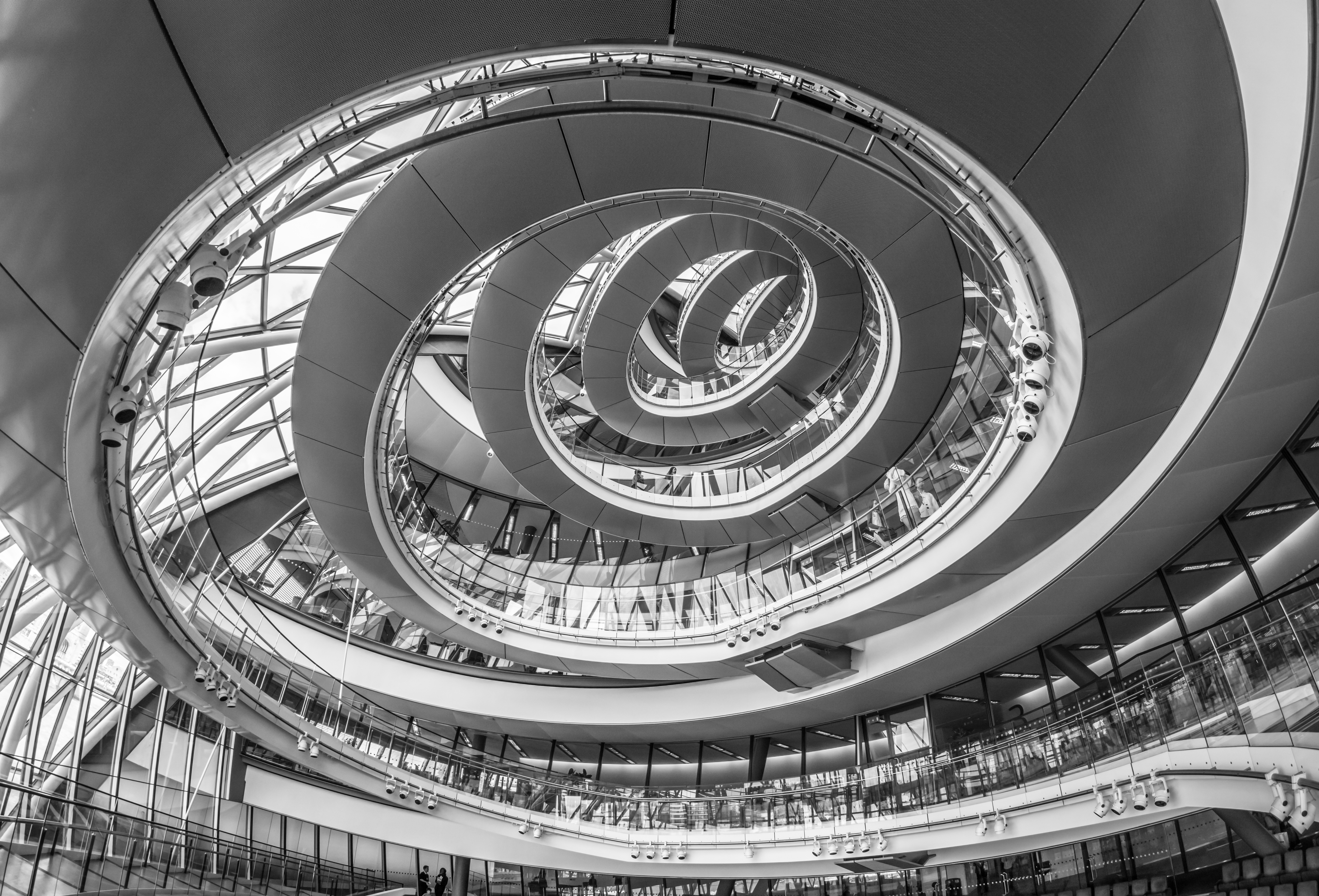
Escala interior en forma helicoidal

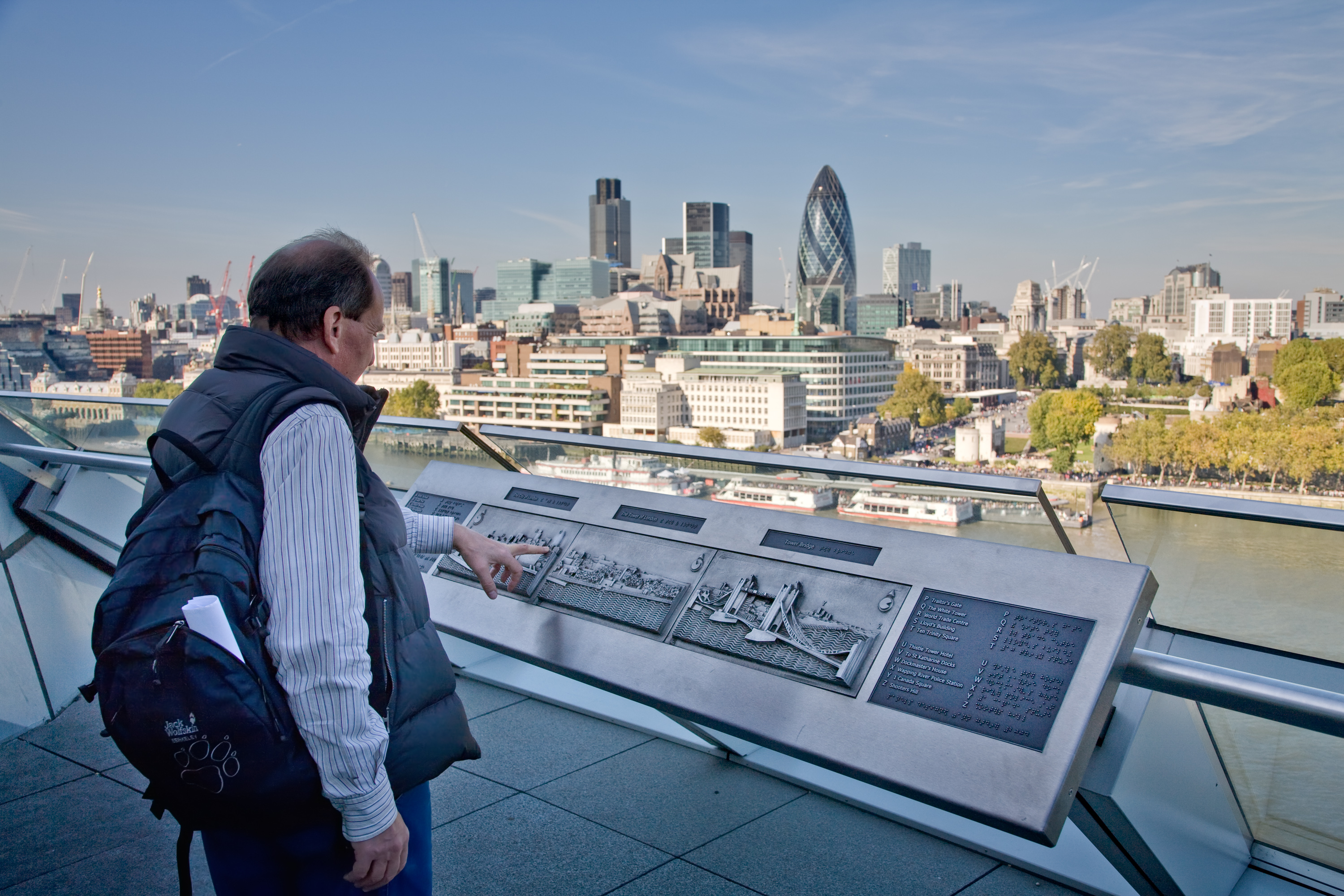
Voltants de la City Hall

City Hall de Londres (Ajuntament en català) és la seu de l'Autoritat del Gran Londres compresa per l'Alcalde de Londres (no confondre amb el Senyor Alcalde de la Ciutat de Londres, àrea del centre de Londres) i l'Assemblea de Londres. L'Ajuntament o City Hall es troba a Southwark, a la riba sud del riu Tàmesi al costat de Tower Bridge. Dissenyat per Norman Foster, s'inaugurà al juliol de 2002.
L'edifici té una forma bulbosa inusual, amb la intenció de reduir l'àrea de superfície i millorar eficiència de l'energia. Ha estat comparada amb el casc de Darth Vader, un ou deformat, un testicle humà, o un casc de motocicleta. El primer Alcalde de Londres (4 de maig de 2000 - 4 de maig de 2008) l'anomenà "testicle de vidre". El nou Alcalde s'ha referit a l'edifici com la "ceba". Els seus dissenyadors veien l'edifici com una esfera gegant vora el riu Tàmesi, però finalment van optar per una esfera modificada.
La City Hall es va construir en una zona ocupada pel moll Pool of London. L'edifici no pertany a l'Autoritat del Gran Londres (GLA) però el té llogat per 25 anys. Pertany a un desenvolupament anomenat More London, més Londres en català, incloent oficines i botiges.